# Большое (озеро, Хаапалампинское сельское поселение)
Большо́е (устар. Ала Виеремя) (фин. Ala Vieremä) — озеро на территории Хаапалампинского сельского поселения Сортавальского района Республики Карелия.

## Общие сведения
Площадь озера — 0,6 км². Располагается на высоте 78,0 метров над уровнем моря.
Форма озера продолговатая: вытянуто с юго-запада на северо-восток. Берега возвышенные, каменисто-песчаные.
Из озера вытекает безымянная протока, впадающая в реку Сахийоки, которая втекает в реку Китенйоки.
У северо-восточной оконечности озера проходит грунтовая дорога местного значения.
Населённые пункты возле озера отсутствуют. Ближайший — посёлок Куокканиэми — расположен в 8,5 км к югу от озера.
Код объекта в государственном водном реестре — 01040300211102000013155.